# زنیتینک
زنیتینک (به چکی: Znětínek) یک منطقهٔ مسکونی در جمهوری چک است که در ناحیه ژدار ناد سازاوو واقع شده‌است. زنیتینک ۴٫۳۰ کیلومتر مربع مساحت و ۲۰۵ نفر جمعیت دارد و ۵۵۴ متر بالاتر از سطح دریا واقع شده‌است.